# ケーナ

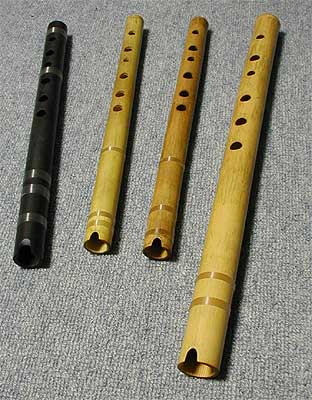
ケーナ(左から3本)およびケナーチョ(右端)

ケーナ (quena) は、南米ペルー、ボリビアなどが発祥の縦笛（気鳴管楽器）である。

## 構造
リードがなく、上部にあるU字またはV字型の切り込みによって歌口を形成する単純な構造の縦笛であり、日本の尺八、中国の洞簫と同じエアーリード式の木管楽器に分類される。
表側に数個と裏側に1個の指孔を有し、それらを直接指で塞ぐことにより演奏する。表側の指孔は、古くは3～4孔だったが、現在は西洋音階に対応するため、6孔が標準となっている。管尻は内径を細くした絞り構造となっており、同じ音域のストレート構造の笛に比べて短い。

## 材料
材料としては、もともとはカーニャと呼ばれる葦が用いられていた他、遺跡からの出土品には、動物の骨を使ったものも発見されている。現在は楽器としてある程度以上の水準のものは、葦よりも格段に硬い材質の竹（バンブー材）または木で作られることが多い。吹き込む息によって湿気を帯びること、また、材料の木で口がかぶれることもあるため、吹き口の部分だけ骨を使う場合もある。竹製のものは、いかにもケーナらしい哀愁を帯びた掠れた音色を奏でる特徴があるが、竹材による寸法のバラツキがあるため正確に調律するのが難しい。一方、木製のものは音程がかなり正確にできるが、音色はケーナというよりフルートに似たクリアな音色の印象を受ける。このように材質によって特質があることから、好みは分かれる。
学校教育用にプラスチック（ポリ塩化ビニル）で作られることもある。また、日本では女竹などを使って自作する人も多い。
日本人のケーナ制作者としては、大木岩夫、俳優の平泉成、それに演奏家でもある中田秀一などがいる。

## 音程と種類
最も一般的なサイズのケーナは、全長35～40cm、最低音がソ（アルトリコーダーより1音高い）で、フォルクローレの曲で多く用いられているト長調／ホ短調のメロディーを奏でるのに最も都合がよいように調律されている（通称「G管」と呼ぶ）。
最高音は理論的には4オクターブまで出るが、通常演奏される曲は概ね3オクターブのド、あるいはレまでの音域である（通常サイズのG管ケーナの場合）。また、半音は、ほとんどの場合、指穴を半分開けることで表現する。そのため、半音が多い曲では正確な音程を確保することは困難が伴う。
通常サイズのG管ケーナを基準として、これよりサイズの小さな高音のケーナをケニージャ、大きなサイズの低音のケーナをケナーチョと呼ぶ。よく使われるのは、G管ケーナより3音低い最低音レのもの（通称「D管」）で、最低音がファのもの（通称「F管」、アルトリコーダーと同じ）も使われることがある。
さらに低音域のものとして、通常のG管ケーナより1オクターブ低い（LowG管）ハチャケーナ（ママケーナともいう）が使われることもあるが、広い間隔の指孔をスムースに塞ぐことができる手の大きさが必要とされる。ケニージャの音域は、たいていの場合通常のG管ケーナでカバーできてしまうため、ケニージャが使われる頻度はあまり多くない。
運指はアルゼンチン式とボリビア式に分かれる。日本には、もともとアルゼンチン経由で紹介された経緯があるため、かつてはアルゼンチン式の運指で調律された楽器が多く入っていたが、現在輸入されている楽器はボリビア式の運指で調律されたものがほとんどを占める。ボリビア式は下から3番目の指孔が小さくなっており、シ～ド間が半音となるように作られているため、下から順番に指穴を開放していけばト長調／ホ短調の音階になる（G管の場合、下3つの指孔を開放した音がドとなる）。一方、アルゼンチン式は一番下の指孔と裏孔以外の指孔がほぼ同じ大きさとなっているため、シ～ド間（G管の場合）が半音となる音階とするためには下から2番目の指孔を閉じる必要がある。
指孔の塞ぎ方としては、裏孔を左手親指、表孔の上3つを左手人差し指、中指、薬指、下3つを右手人差し指、中指、薬指で押さえるのが一般的である。以前は、表孔を左手2つ（人差し指、中指）と右手4つ（人差し指、中指、薬指、小指）で押さえる演奏者が一部に存在したが、近年ではこの押さえ方はほとんど使われていない。

## 演奏
フォルクローレを演奏するとき、サンポーニャとともに主旋律を受け持つことが多い。大太鼓のボンボや弦楽器のチャランゴ、ギターなどと合わせての演奏が一般的である。楽器の構造が単純であるため、音色や表現は奏者の息づかいの表現力に強く依存する。演奏技術次第で音域を広げたり、音色を豊かにしたりすることが可能である。

## 演奏家
1970年代、日本に初めてフォルクローレが紹介されたのはアルゼンチン経由だったため、この時期に活躍したケーナ奏者はアルゼンチン人が中心である。
ペルー出身だがアルゼンチンで活躍したアントニオ・パントーハ、アルゼンチン人のウニャ・ラモスとラウル・メルカードの名が知られているほか、現在も活躍している奏者としては、ラウル・オラルテがいる。ボリビア人のケーナ奏者としては、ロランド・エンシーナス、ルーチョ・カブール、マルセロ・ペーニャ、エディ・リマなどの名が知られている。
日本人では、橋本仁、エルネスト河本、菱本幸二、岡田浩安、瀬木貴将、武田耕平、渡辺大輔、Ren、牧野翔、柳和男、勝野勉、山下Topo洋平、菅沼ユタカ、金子勲、YOSHIO、岩川光、高山直敏、それに俳優でもある田中健などがいる。